# Maximiliano Guerrero
Maximiliano Gabriel Guerrero Peña (* 15. Januar 2000 in La Serena) ist ein chilenischer Fußballspieler. Der Außenstürmer gewann 2023 mit der U-23-Nationalmannschaft die Silbermedaille bei den Panamerikanischen Spielen und ist seit November 2023 A-Nationalspieler.

## Karriere

### Verein
Maximiliano Guerrero kam 2015 in die Jugend von Deportes La Serena und wechselte 2016 in die Jugend vom CF Universidad de Chile. 2019 unterschrieb er bei La U einen Profivertrag und wurde direkt an seinen Jugendklub und Zweitligisten La Serena verliehen. In seinem ersten Profispiel erlitt der Angreifer einen Kreuzbandriss und fiel mehrere Monate aus. 2020 wurde Guerrero erneut verliehen, diesmal an die Rangers de Talca.
2021 kehrte der Stürmer erneut nach La Serena zurück, doch behielt Universidad de Chile weiter Transferanteile. Bei La Serena, das 2019 in die Primera División aufgestiegen war, wurde er Stammspieler. 2022 erlitt Guerrero einen Meniskusriss, der ihn drei Monate außer Gefecht setzte. Nach seiner Verletzung knüpfte er schnell wieder an seine vorherigen Leistungen an. Im Dezember 2023 gab Guerrero seine Rückkehr zu Universidad de Chile für 2024 bekannt.

### Nationalmannschaft
Maximiliano Guerrero wurde 2023 in den Kader der U-23 für die Panamerikanischen Spiele in Santiago berufen. Das Team gewann die Silbermedaille beim Turnier.
In der A-Nationalmannschaft debütierte der Außenstürmer im November 2023 beim Qualifikationsspiel zur Weltmeisterschaft 2026 gegen Paraguay, als er von Trainer Eduardo Berizzo in der 78. Spielminute für Víctor Dávila eingewechselt wurde.

## Erfolge
Chile U23
- Silbermedaille bei den Panamerikanischen Spielen: 2023